# 2002 w polityce
Wydarzenia polityczne w 2002 roku.

## Styczeń
- 1 stycznia – wprowadzono do obiegu walutę euro.
- 7 stycznia – weszło w życie polsko-niemieckie porozumienie dotyczące wypłat wyrównań dla Polaków poszkodowanych przez III Rzeszę[1].
- 10 stycznia – Enrique Bolaños objął stanowisko prezydenta Nikaragui[2].
- 16 stycznia – prezydent Rosji Władimir Putin przyjechał z wizytą do Polski[1].
- 29 stycznia – George W. Bush zaliczył Irak, Iran i Koreę Północną do tzw. osi zła[3].

## Luty
- 16 lutego – Władysław Frasyniuk został ponownie przewodniczącym Unii Wolności[1].

## Marzec
- 3 marca – Jerzy Kropiwnicki został nowym prezesem Zjednoczenia Chrześcijańsko-Narodowego[1].
- 5 marca – zarejestrowano Platformę Obywatelską. Szefem nowej partii został Maciej Płażyński[1].

## Kwiecień
- 7 kwietnia – Andrzej Lepper ponownie został szefem Samoobrony[1].
- 11 kwietnia – początek nieudanego zamachu stanu w Wenezueli[4].
- 16 kwietnia – Federalny Trybunał Konstytucyjny w Karlsruhe utrzymał powszechny obowiązek służby wojskowej w Niemczech[5].
- 18 kwietnia – po 29 latach pobytu na emigracji powrócił do ojczyzny były król Afganistanu Zahir Szach[5].
- 21 kwietnia – rozpoczęła się I tura wyborów prezydenckich we Francji[6].
- 23 kwietnia – odbyły się pierwsze rozmowy izraelsko-palestyńskie w sprawie rozwiązania kryzysu wokół Bazyliki Narodzenia Pańskiego w Betlejem[5].
- 30 kwietnia – referendum w Pakistanie w sprawie przedłużenia kadencji prezydenta Perveza Musharrafa[7].

## Maj
- 11 maja – Marek Pol został ponownie przewodniczącym Unii Pracy[1].
- 12 maja – Jimmy Carter, jako pierwszy amerykański prezydent po 1959, odwiedził Kubę[8].
- 13 maja – premier Leszek Miller i minister spraw zagranicznych Włodzimierz Cimoszewicz odrzucili jakąkolwiek możliwość stworzenia eksterytorialnego korytarza łączącego Obwód królewiecki z Białorusią[5].
- 14 maja – Sekretarz generalny NATO George Robertson ogłosił w Rejkiawiku powstanie Rady NATO-Rosja. Rosja na równych prawach z członkami sojuszu zajmie się sprawami dotyczącymi walki z terrorem, nierozpowszechnianiem broni masowego rażenia oraz kontrolą przestrzeni powietrznej[5].
- 20 maja – Timor Wschodni uzyskał niepodległość[9].
- 21 maja – w Polsce rozpoczęto Narodowy Spis Powszechny[1].
- 26 maja – Iran przeprowadził udaną próbę rakiety Szahab-3 o zasięgu 1300 km[5].
- 26–27 maja – doszło do wymiany ognia na granicy indyjsko-pakistańskiej Kaszmirze[5].
- 28 maja – zmarł Edward Wende, mecenas, działacz Unii Demokratycznej, a później Unii Wolności, obrońca w procesach politycznych[1].
- 29 maja – prezydent Rosji Władimir Putin zaproponował bezwizowy tranzyt przez terytorium Polski i Litwy, między Rosją a Królewcem. Przeciwne temu były Unia Europejska, Polska i Litwa[5].

## Czerwiec
- 17 maja – około 600 żołnierzy z krajów NATO (bez Polski) oraz Ukrainy, Azerbejdżanu i Armenii wzięło udział w ćwiczeniu wojskowym w Gruzji[5].
- 24 maja – prezydent USA George W. Bush przedstawił swój bliskowschodni plan pokoju, w którym zaapelował, by Palestyńczycy wybrali nowych przywódców "nie skompromitowanych przez terror"[5].

## Lipiec
- 2 lipca – do dymisji podał się minister finansów Marek Belka[1].
- 5 lipca – Grzegorz Kołodko został nowym ministrem finansów[1].
- 11 lipca – na hiszpańskiej wyspie Perejil-Leila wylądowało kilkunastu żołnierzy marokańskich i oświadczyło, iż zainstalowało tam „punkt obserwacyjny”, aby walczyć z terroryzmem. W sprawę rozwiązania konfliktu włączyły się UE i NATO[10].
- 15 lipca – zastępca sekretarza obrony USA Paul Wolfowitz oświadczył, iż Stany Zjednoczone nie poprą idei utworzenia niezależnego państwa kurdyjskiego[10].
- 17 lipca – rozpoczęła się wizyta Aleksandra Kwaśniewskiego w Stanach Zjednoczonych[1].

## Wrzesień
- 20 września – opublikowano „Strategię bezpieczeństwa narodowego USA”, która m.in. zakładała możliwość przeprowadzenia wyprzedzających ataków na jakichkolwiek wrogów, którzy są terrorystami lub ich wspierają[10].

## Październik
- 11 października – laureatem pokojowej nagrody Nobla został Jimmy Carter[10].
- 12 października – na wyspie Bali doszło do zamachu terrorystycznego, w wyniku którego zginęło 190 osób, 300 odniosło rany, a ok. 200 uznano za zaginione. Prezydent USA George W. Bush uznał, iż na zamachy odpowiedzialna jest al-Qaida[10].
- 15 października – w Iraku odbyło się ogólnonarodowe referendum w sprawie przedłużenia władzy Saddama Husajna na kolejne siedem lat. Administracja prezydenta Busha odrzuciła ostatnie propozycje Iraku w sprawie inspektorów rozbrojeniowych, a sekretarz obrony Donald Rumsfeld nakazał wojskowym przygotowanie planów wojennych[10].
- 27 października – odbyła się I tura wyborów samorządowych w Polsce[1].

## Listopad
- 10 listopada – odbyła się II tura wyborów samorządowych w Polsce[1].
- 17 listopada – Tadeusz Mazowiecki odszedł z Unii Wolności[1].

## Grudzień
- 13 grudnia – zakończyły się negocjację o przyjęcie Polski do Unii Europejskiej[1].
- 27 grudnia – w Gazecie Wyborczej opublikowano artykuł dotyczący propozycji korupcyjnej, którą Lew Rywin złożył Adamowi Michnikowi. Początek afery Rywina[1].